# Financial Crisis Inquiry Commission
Die Financial Crisis Inquiry Commission (FCIC) ist eine 2009 per Gesetz gegründete Kommission, die von der US-Regierung bestellt wurde, um die Ursachen der Finanzkrise ab 2007 bis 2010 zu ermitteln. Die Kommission, die sich im Februar 2011 aufgelöst hat, bestand aus 10 Mitgliedern, ihr Vorsitzender war Phil Angelides (daher auch Angelides-Kommission). Eine ähnliche Institution gab es auch nach der Weltwirtschaftskrise mit der Pecora Commission. Im Unterschied zu dieser hatte die FCIC die Möglichkeit Zeugen vorzuladen und Beweismittel zu erzwingen.

## Zusammensetzung
Die Sprecherin des Repräsentantenhauses Nancy Pelosi aus Kalifornien und der Mehrheitsführer im Senat Harry Reid aus Nevada (beide Demokraten) nominierten auf der Rechtsgrundlage der Section 5 des Fraud Enforcement and Recovery Act von 2009 jeweils drei Mitglieder, der Minderheitsführer im Repräsentantenhaus John Boehner aus Ohio und der Minderheitsführer im Senat Mitch McConnell aus Kentucky (beide Republikaner) jeweils zwei Mitglieder:
- Phil Angelides (Vorsitzender) – gemeinsam als Vorsitzender ausgewählt von Pelosi und Reid
- Bill Thomas (stellvertretender Vorsitzender) – gemeinsam als stellvertretender Vorsitzender ausgewählt von Reid Boehner und McConnell
- Brooksley Born (Pelosi)
- Byron Georgiou (Reid)
- Bob Graham (Reid)
- Keith Hennessey (McConnell)
- Douglas Holtz-Eakin (McConnell)
- Heather Murren (Reid)
- John W. Thompson (Pelosi)
- Peter J. Wallison (Boehner)

## Anhörungen
Die erste öffentliche Anhörung fand am 13. Januar 2010 statt. Während des Jahres 2010 wurden in mehr als 19 öffentlichen Anhörungen und 700 Vernehmungen zahlreiche Ökonomen, Bankmanager, Mitarbeiter von Regulierungsbehörden und andere Funktionsträger aus dem Bankensektor verhört. Unter den Befragten waren Alan Greenspan, Robert Rubin und mehrere CEOs insolventer Wall-Street-Unternehmen.

## Ergebnisbericht
Januar 2011 veröffentlichte die Kommission ihre Ergebnisse. In einer „einfachen Zusammenfassung“ unterscheidet sie zwischen dem Schadenspotential, das sich über Jahre erschaffen worden sei und dem Platzen der Immobilienblase:

„While the vulnerabilities that created the potential for crisis were years in the making, it was the collapse of the housing bubble—fueled by low interest rates, easy and available credit, scant regulation, and toxic mortgages— that was the spark that ignited a string of events, which led to a full-blown crisis in the fall of 2008. Trillions of dollars in risky mortgages had become embedded throughout the financial system, as mortgage-related securities were packaged, repackaged, and sold to investors around the world. When the bubble burst, hundreds of billions of dollars in losses in mortgages and mortgage-related securities shook markets as well as financial institutions that had significant exposures to those mortgages and had borrowed heavily against them. This happened not just in the United States but around the world. The losses were magnified by derivatives such as synthetic securities.“

Während die Mehrheit der Kommissionsmitglieder die laxe Regulierung und mangelnde Aufsicht über das Bankenwesen verantwortlich machen, kommen die vier von den Republikanern ernannten Mitglieder zu Minderheitsvoten. Nach dem Minderheitsvotum von 3 Mitgliedern seien die globale Ungleichgewichte der wesentliche Grund gewesen. Nach dem Minderheitsvotum von einem Mitglied sei eine verfehlte Wohnungspolitik der Regierung verantwortlich.